# East Kent Goldings
East Kent Goldings ist ein Aromahopfen aus England mit geschützter Ursprungsbezeichnung.

## Herkunft
Das Herkunftsgebiet umfasst die Gemeinden Tonge, Borden, Lynsted, Norton, Teynham, Buckland, Stone, Ospringe, Faversham, Boughton-under-Blean, Selling, Chartham, Chilham, Harbledown, Canterbury, Bekesbourne, Bridge und Bishopsbourne in der Grafschaft Kent.
Die Sorte Golding wurde um 1790 von einem Mr. Golding in West Malling aus der Sorte Canterbury Whitebine selektiert und Anfang des 19. Jahrhunderts in East Kent angebaut. Um das Erzeugnis hervorzuheben wurde es als Produkt aus East Kent verkauft und erhielt so den Namen East Kent Goldings. Seit Mitte des 19. Jahrhunderts wurden mehrere lokale Varianten oder Klone selektiert, unter anderem Bramling (1865), Rodmersham oder Mercers (1880), Cobbs (1881), Petham (1885), Early Bird (1887) und Eastwell (1889).
Als weltweit einzige Sorte ist East Kent Goldings anfällig für das Hopfen-Mosaik-Virus. Das zertifizierte Pflanzmaterial wird daher außerhalb des Herkunftsgebiets isoliert produziert, sodass das Eindringen bzw. Übertragen von Viren in das Anbaugebiet verhindert wird. Anbau, Ernte, Trocknung, Abfüllen und Verpacken des Hopfens erfolgen im Herkunftsgebiet.

## Herstellung

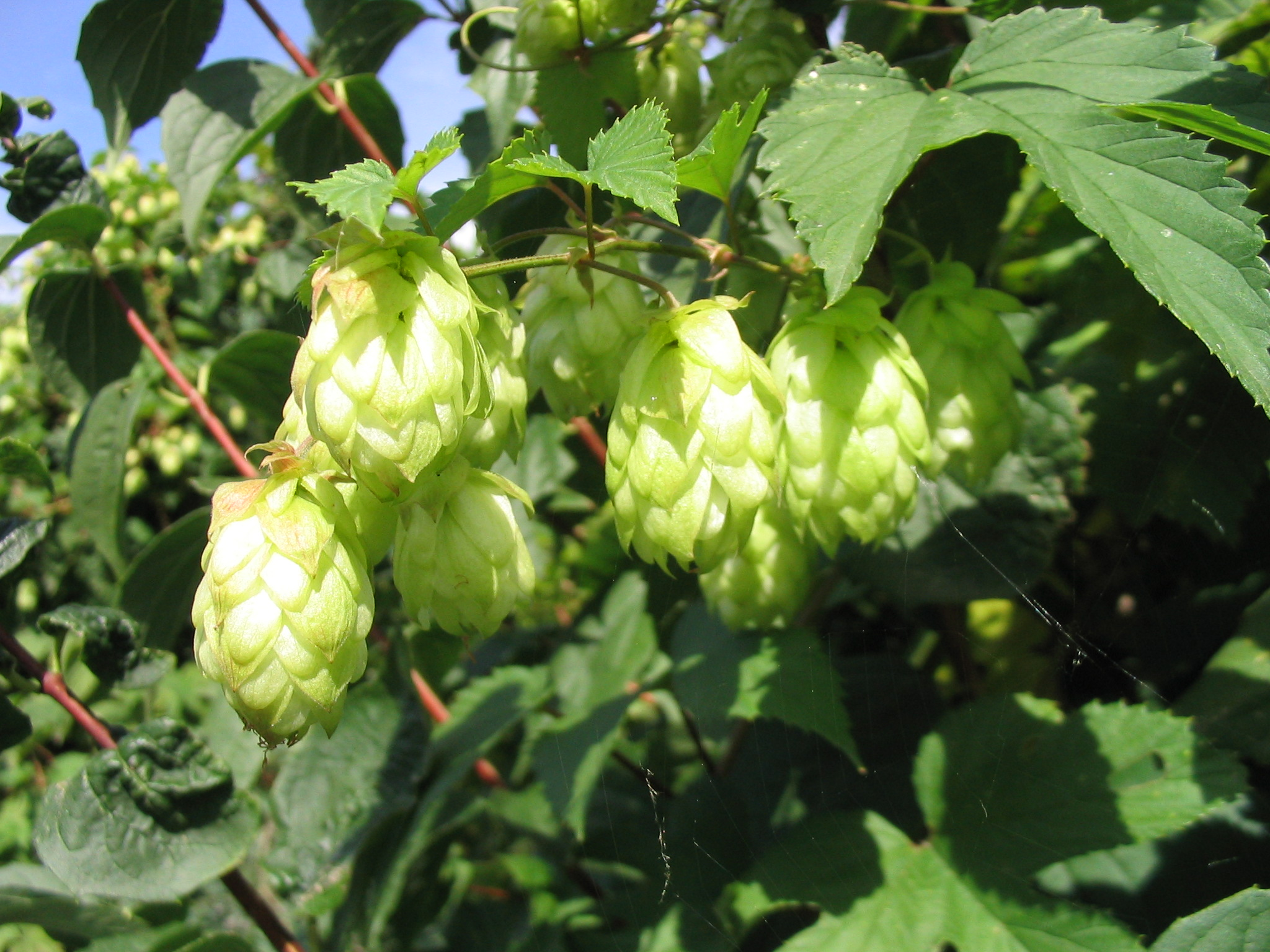
Hopfenzapfen

Echter Hopfen ist zweihäusig. Nur die auch Hopfendolden oder Trolle genannten, 1,25 bis 2,5 cm langen Hopfenzapfen (Lupuli strobulus) der weiblichen Pflanzen werden zum Brauen verwendet. An den Innenseiten der Zapfen befinden sich Drüsen die Lupulin bilden, eine klebrig-ölige Substanz, die ätherischen Öle und Harze enthält. Nach der Ernte werden die Hopfenzapfen getrocknet und zu Ballen gepresst oder in Beutel verpackt.

## Eigenschaften
Kennzeichnend für die Sorte East Kent Goldings sind der hohe Humulengehalt von 33 bis 45 % des gesamten Öls und die  sehr niedrigen Farnesen- und Selinengehalte von unter 1 % bzw. unter 3 % des gesamten Öls. Der Hopfen hat ein Aroma von Zitrone und Limone mit blumigen Noten. Der getrocknete Hopfen verleiht dem Bier ein Aroma von Konfitüre und Zitrusfrüchten.

## Kennzeichnung und Handel
Die Ballen oder Beutel mit den getrockneten Hopfenzapfen werden mit dem Namen des Erzeugers, der Sorte, der Gemeinde oder dem Gebiet, dem Erntejahr und der EU-Nummer gekennzeichnet und verschlossen. Der Erzeuger führt Aufzeichnungen über den Zeitpunkt und Ort der Ernte und unter welcher Nummer der entsprechende Hopfen verpackt wurde.